# محسن بختیار (ورزشکار)
محسن بختیار، پارا وزنه‌بردار ایرانی است. او توانست در پارالمپیک تابستانی ۲۰۲۴، ایران را نمایندگی کند .

## دوران حرفه‌ای
بختیار در بازی‌های پاراآسیایی ۲۰۲۲ در هانگژو بود و توانست در وزن ۵۹ کیلوگرم به مدال نقره برسد.
همچنین بختیار یکی از اعضای کاروان ایران در پارالمپیک تابستانی ۲۰۲۴ در پاریس بود. او توانست در همان وزن به مدال برنز پارالمپیک دست یابد.